# Miro Suárez
Edelmiro Suárez Vázquez (La Coruña, 29 de julio de 1968), conocido como Miro, es un exfutbolista español que se desempeñaba como delantero. Creció desde temprana edad en el barrio de Castilla-Hermida de Santander, Cantabria.

## Clubes
| Club                          | País   | Año       |
| ----------------------------- | ------ | --------- |
| Real Racing Club de Santander | España | 1986-1990 |
| C. D. Logroñés                | España | 1990-1991 |
| Real Murcia C. F.             | España | 1991-1992 |
| C. D. Lugo                    | España | 1992-1993 |